# 롤러볼 (2002년 영화)
《롤러볼》(Rollerball)은 미국에서 제작된 존 맥티어난 감독의 2002년 액션, 스릴러 영화이다. 동명의 1975년 영화의 리메이크 작품이다. 크리스 클라인 등이 주연으로 출연하였고 존 맥티어난 등이 제작에 참여하였다.

## 출연

### 주연
- 크리스 클라인
- 장 르노
- LL 쿨 J
- 레베카 로미즌

### 조연
- 올렉 탁타로프
- 나빈 앤드류스
- 데이비드 헴블런
- 자넷 라이트
- 앤드류 브리니아스키
- 이반 스미스

## 기타
- 원작자: 윌리엄 해리슨
- 미술: 노먼 가우드
- 의상: 케이트 해링턴
- 배역: 팻 맥코클

## 한국어 더빙 성우진(MBC)
- 최원형 - 조나단 (크리스 클라인)
- 김기현 - 페트로비치 (장 르노)
- 박조호 - 리들리 (LL 쿨 J)
- 엄현정 - 오로라 (레베카 로미즌)
- 홍승옥
- 이우신
- 김기철
- 송준석
- 최한
- 문남숙
- 박신희
- 방성준
- 이원찬
- 정재헌
- 조현정